# Hexenprozesse in Rottweil
Die Hexenprozesse in Rottweil waren eine Reihe von Hexenprozessen in der Reichstadt Rottweil zwischen den Jahren 1546 und 1661.

## Geschichte
Insgesamt 234 Frauen und 53 Männer wurden der Hexerei beschuldigt. Von den 287 Angeklagten wurden nur 21 für unschuldig befunden, während die anderen 266 hingerichtet wurden. Die Mehrheit der Opfer wurde auf dem Scheiterhaufen verbrannt. 400 Jahre später rehabilitierte die Stadt 2015 symbolisch die Verurteilten posthum. Eine Gedenktafel wurde am Hochturm angebracht, der damals als Gefängnis diente, um als Mahnmal an die Opfer der Prozesse zu erinnern.

## Opfer der Hexenprozesse in Rottweil
Zwischen 1546 und 1661 wurden insgesamt 266 der Hexerei Angeklagten hingerichtet. Die meisten davon sind namentlich bekannt.
Das erste Opfer der Hexenprozesse war Ottilia Pöttin im Jahr 1546. 1659 wurde Hans Winckler aus „Laibschlet“ in der Schweiz als letzter Hexer verurteilt und hingerichtet.

## Richtplatz
Der Rottweiler Richtplatz befand sich westlich der Stadt an der alten Heerstraße. Hinrichtungen fanden hier bis ins 19. Jahrhundert statt.